# ميتشيل سيمونز
ميتشيل سيمونز (بالإنجليزية: Mitchell Symons)‏ هو صحفي وكاتب للأطفال بريطاني، ولد في 11 فبراير 1957 في لندن في المملكة المتحدة.